# Царюк Андрій Васильович
Андрі́й Васи́льович Царю́к (1922-2012) — відмінник народної освіти УРСР, учасник Другої світової війни, довголітній директор Тальнівської ЗОШ №2.

## Життєпис
Народився в родині Василя Калістратовича й Оксани Дмитрівни Царюків, ріс з двома братами й сестрою. Закінчив 7-класну Кривоколінську школу, у 8-й пішов до Мошурова. Після здобуття 10-класної освіти призваний до РА, служив в Коканді, у 19-му гірсько-кавалерійському полку.
З листопада 1941-го в складі полку — на фронті, бої за Ростов-на-Дону. Брав участь у боях за Кавказ, виходив з оточення, обморозив ноги, зазнав кульового поранення. Після тривалого лікування знову на фронті, на Т-34 брав участь у боях в Польщі, зазнав другого поранення. Брав участь у боях за Берлін, війна для Андрія Васильовича закінчилася 26 квітня 1945-го в Берліні — зазнав важкого поранення. Знову лікувався, до січня 1948-го служив в РА — Північна група військ, шофер-автомеханік.
Сестру Ганю 1942-го нацисти вивезли на примусові роботи, 1945 року змогла повернутися живою.
1949 року в Умані здобув педагогічну освіту, працював вчителем історії в Кривоколінській сільській школі. Одружився, з Пашею Нестерівною виховали сина Григорія — назвали на честь загиблого брата Андрія, теж фронтовика, 1955 року народилася донька Таміла.
1952 року заочно закінчив Вінницький учительський інститут, був директором Кривоколінської 7-річної школи з 1954-го. Займався розбудовою школи, її озелененням, 1960 року закінчив Полтавський педагогічний інститут, історичний факультет.
З 1961 року працював у Тальному в райкомі, в 1965-1970-х — очолював райком.
Очолював районний відділ народної освіти, в 1980-х викладав історію у селі Білашки, з 1985-го — начальник піонерського табору «Світанок». У таборі дитячого відпочинку працював до 1997 року.
1984 року став одним з ініціаторів створення хору ветеранів війни та праці, понад двадцять років був незмінним його старостою. 1993 року хору присвоєно звання «Народний аматорський колектив».
Похований у Тальному.
На вшанування Андрія Царюка 2014 року в Тальнівській ЗОШ № 2 відкрито меморіальну дошку його честі.